# Kosesd
Kosesd románul: Coșești, falu Romániában, Erdélyben, Hunyad megyében.

## Fekvése
Marosillyétől délnyugatra, a Facsádi úttól északra fekvő település.

## Története
Kosesd az 1491-ben feltűnő Gurbunyest helyén települt. Később nevét 1733-ban 
Kossesd, 1750-ben  Kostest, 1760–1762 között, valamint 1808-ban és 1913-ban  Kosesd  formában említették a korabeli oklevelekben.
A trianoni békeszerződés előtt Hunyad vármegye Marosillyei járásához tartozott. 
1910-ben 261 görögkeleti ortodox román lakosa volt.

## Források

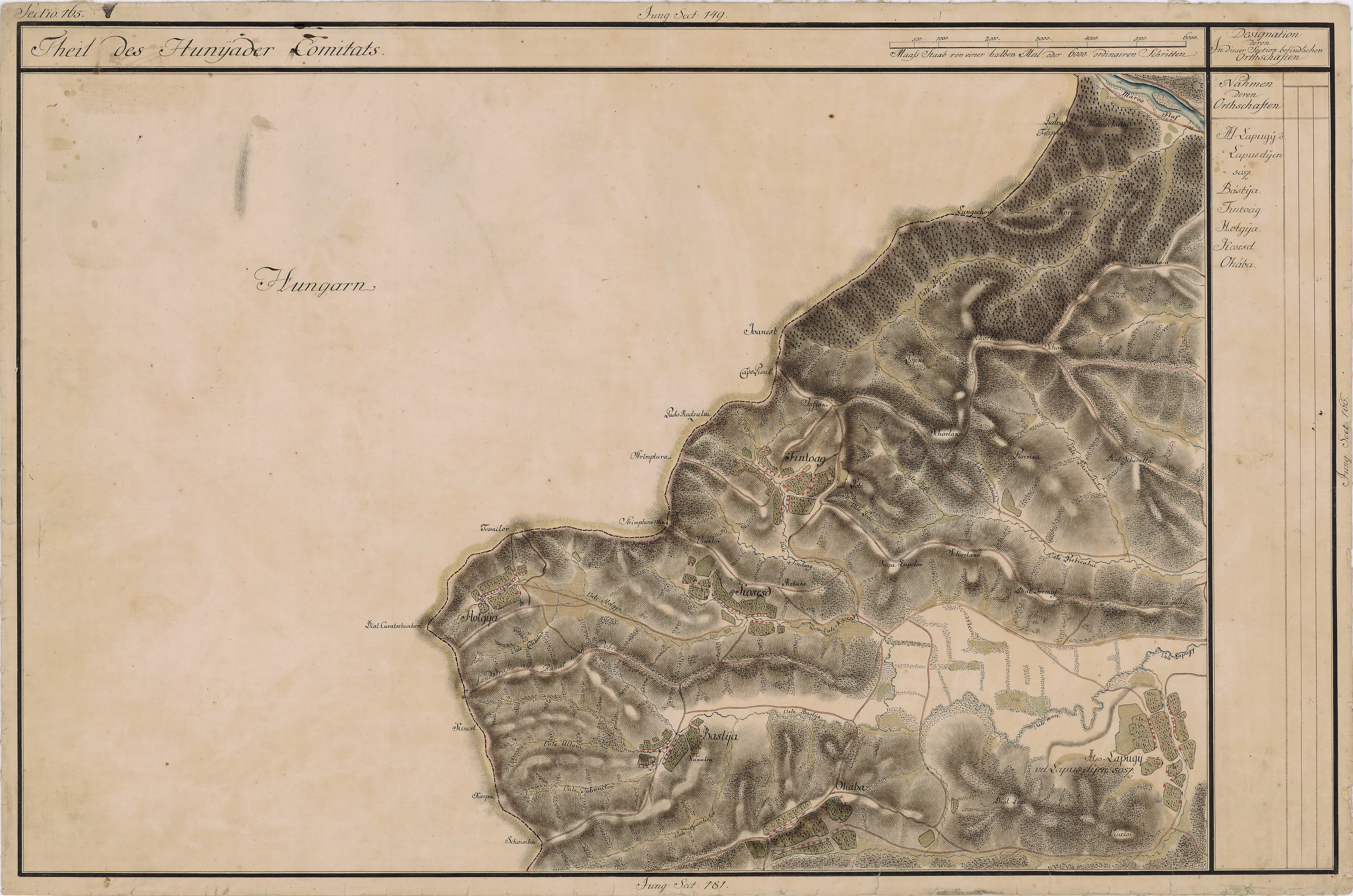
Kosesd egy régi térképen